# Stephan Kohn
Stephan Kohn (* 1962) ist ein deutscher Verwaltungswissenschaftler. Er war bis Anfang Mai 2020 im Bundesinnenministerium im Rang eines Oberregierungsrates im Referat Krisenmanagement und Bevölkerungsschutz tätig (Referat KM4, Abteilung 4 Schutz kritischer Infrastrukturen).
Öffentlich bekannt wurde Kohn bereits 2010 als einer der Geschädigten im Ahrensburger Missbrauchsskandal.
Am 8. Mai 2020 versandte Kohn einen auf der Grundlage verschiedener Gutachten verfassten „Auswertungsbericht“ mit dem Titel Coronakrise 2020 aus Sicht des Schutzes Kritischer Infrastrukturen, Ergebnisse der internen Evaluation des Corona Krisenmanagements an führende Beamte im Innenministerium, darunter auch den Staatssekretär Hans-Georg Engelke und an die Innenministerien der Länder. Das BMI distanzierte sich direkt nach dem Schreiben in Mitteilungen an die Gutachter und am 10. Mai auch öffentlich von Kohns Handlungsweise und von Inhalten des Berichts. Kohn wurde vom Dienst suspendiert und im März 2022 vom Verwaltungsgericht Berlin aus dem Dienst entfernt.

## Bildungsweg und beruflicher Werdegang
Stephan Kohn wurde 1962 geboren. Er wuchs in Ahrensburg auf. Nach dem Besuch des Abendgymnasiums studierte er Politikwissenschaften und schloss das Studium mit dem Diplom ab. Er war bei der Kommunalen Gemeinschaftsstelle für Verwaltungsmanagement beschäftigt.
Kohn war Oberregierungsrat im Referat KM 4 des Bundesinnenministerium. In der Abteilung Krisenmanagement und Bevölkerungsschutz war er zuletzt Referent für den Bereich Kritische Infrastrukturen, zu denen etwa Kraftwerke, Wasserwerke und die medizinische Versorgung gehören. Im Mai 2020 wurde er im Zusammenhang mit einer nicht mit seinen vorgesetzten Stellen abgestimmten Versendung eines umstrittenen Prüfberichts vom Dienst freigestellt. Im März 2022 wurde er vom Verwaltungsgericht Berlin aus dem Dienst entfernt.

## Politisches Engagement und Positionen
Von 1992 bis 2021 war Kohn Mitglied der SPD. Er gehörte dem SPD-Ortsverein Lichtenrade-Marienfelde an. Mit Unterstützung von Heide Simonis kandidierte er 2004 für das Amt des Wedeler Bürgermeisters, unterlag allerdings mit 36,2 % Stimmenanteil Niels Schmidt (50,1 %).
Nachdem Martin Schulz im Februar 2018 als SPD-Parteivorsitzender zurückgetreten war, kritisierte Kohn die vom SPD-Präsidium als neue Parteivorsitzende vorgeschlagene Andrea Nahles scharf und bewarb sich spontan selbst als Kandidat für den SPD-Vorsitz. Aus Mangel an Unterstützern wurde er jedoch nicht nominiert. Ziel seiner Kandidatur sei gewesen, so Lars Wienand, den Kurs in der Migrationspolitik der SPD zu verändern. Er befürwortete die Grenzschließung. Um Unterstützung zu erhalten, schrieb er Briefe an SPD-Ortsvereine und einen offenen Brief an Peer Steinbrück.
Focus-Redakteur Carsten Baumgardt charakterisierte Kohn im Mai 2020 als ambitionierten Politiker mit der Mission, die SPD zu erneuern und immer wieder das System zu kritisieren. Mit dem „Gestus des Whistleblowers“ sei er „ein Idealist, der sehr von seiner Meinung und seinem Weg überzeugt ist. In dieses Bild des spröde-schrullig wirkenden, hochgebildeten Einzelkämpfers, ohne wirklich wahrgenommen zu werden, passt die eigenwillige Veröffentlichung des Corona-Thesenpapiers.“
Georg Ismar und Benjamin Reuter (Der Tagesspiegel) konstatierten ein „Kontinuum“ seiner früheren Kritik an der Willkommenskultur gegenüber Flüchtlingen „zu vielen derer, die ihm auch heute bei der Corona-Kritik beipflichten“. Der Fall zeige exemplarisch, wie wichtig es für die politische Debatte sein wird, „stärker auf Zweifel bei dem Umgang mit der Pandemie einzugehen, bei scharfer Abgrenzung von all jenen Kräften, die die Krise dazu nutzen wollen, das Fundament der Demokratie auszuhöhlen.“ Der Fall zeige weiter, so Reuter, dass die Grenzen zwischen einem Whistleblower und einem Brandstifter manchmal fließend seien. Kohns Aussagen deckten sich mit vielem im Milieu der Verschwörungstheoretiker Verbreiteten.
Am 24. April 2021 wurde Kohn als Bundestagskandidat der Basisdemokratischen Partei Deutschland – die Basis zur Bundestagswahl für den Landesverband Sachsen-Anhalt aufgestellt.

## Ahrensburger Missbrauchsskandal 2010
Stephan Kohn, seine Freundin und drei seiner Brüder wurden von seinem Stiefvater, dem lutherischen Pfarrer Gert-Dietrich Kohl, sexuell missbraucht. Im Dezember 1985 wandten sie sich wegen des Missbrauchs an einen anderen Pastor. 1999 wurde die zuständige Pröpstin informiert, Kohl daraufhin versetzt. 2010 gingen die ersten Betroffenen an die Öffentlichkeit, die Taten waren jedoch schon verjährt. Kohl blieb straffrei, bat 2010 um seine Entlassung und konnte so disziplinarrechtlich nicht mehr belangt werden. Kohn ließ die Vorfälle und Entwicklungen 2010 vom Spiegel veröffentlichen.
Die Opfer gründeten nach 2010 eine Betroffeneninitiative und die Bischöfin Kirsten Fehrs ließ eine unabhängige Studie der Nordkirche erstellen, die 2014 in einem fast 500 Seiten starken Untersuchungsbericht zu dem Ergebnis kam, dass der Ahrensburger Missbrauchsskandal um Kohns Stiefvater und dessen Co-Pfarrer kein Einzelfall gewesen und weitere Missbrauchsfälle im kirchlichen Umfeld jahrelang vertuscht worden seien.
Als Konsequenz verabschiedete die Landessynode der Nordkirche in Travemünde 2018 ein Kirchengesetz zur Prävention und Intervention gegen sexualisierte Gewalt. Die Bischöfin Maria Jepsen erklärte wegen dieses größten Missbrauchsskandals in der evangelischen Kirche ihren Rücktritt. Die Ermittlungen der Lübecker Staatsanwaltschaft gegen sie und drei weitere Personen wegen Strafvereitelung wurden 2012 eingestellt, eine solche konnte nicht nachgewiesen werden.

## Internes Positionspapier zum Corona-Krisenmanagement 2020

### Geschichte
Kohn verfasste bis zum 8. Mai 2020 auf der Grundlage verschiedener Fachgutachten einen 83-seitigen „Auswertungsbericht“ des Referats KM4 (Krisenmanagement, Abteilung 4 mit dem Titel Coronakrise 2020 aus Sicht des Schutzes Kritischer Infrastrukturen und dem Untertitel Auswertung der bisherigen Bewältigungsstrategie und Handlungsempfehlungen). Im Mai 2020 verschickte Kohn dieses interne Positionspapier per Mail mit dem Betreff „Ergebnisse der internen Evaluation des Corona-Krisenmanagements“ an seinen Abteilungsleiter, den Corona-Krisenstab, an das Kanzleramt und an alle deutschen Landesregierungen. Diese Mail wurde geleakt und führte zu einem Skandal.
Kohn hatte den Bericht zunächst an den Referatsleiter weitergeleitet, der ihn bat, unter seinem eigenen Namen und nicht im Namen von KM4 zu agieren. Daraufhin wandte Kohn sich an Minister Horst Seehofer, dessen Büro das Schreiben nicht weiterleitete. Am 8. Mai um 15:34 Uhr schickte er den Bericht per E-Mail an seinen Vorgesetzten im Ministerium, den Corona-Krisenstab und das Kanzleramt, in Kopie an die Landesregierungen. Kohn hatte den Bericht mit der Begründung, Gefahr sei im Verzug, offenbar auf eigene Verantwortung und unter Verwendung der Insignien des BMI verschickt. Kohn wurde daraufhin suspendiert, sein Arbeitsrechner wurde konfisziert.
Ein Sprecher des Innenministeriums warf Kohn vor, „weder einen Auftrag noch eine Autorisierung“ durch das Ministerium gehabt zu haben. Das Ministerium bezeichnete Kohns Analyse als „kritische Privatmeinung“. Bundeskanzlerin Angela Merkel nahm zu der Streitschrift Kohns Stellung und Innenminister Horst Seehofer gab am 14. Mai 2020 bekannt, dass gegen Kohn ein Disziplinarverfahren geprüft werde. Am Tag darauf wurde dieses eingeleitet, mit dem Vorwurf der unerlaubten Weitergabe von Informationen. Darüber hinaus erteilte das Bundesinnenministerium Kohn ein Hausverbot. Ein Sprecher des Innenministeriums erklärte, Kohn sei nicht wegen seiner kritischen Meinung suspendiert worden, sondern wegen des Gebrauchs des offiziellen Briefkopfes, der seiner Darstellung den Anschein einer Position des Ministeriums gäbe.  Im März 2022 wurde er vom Verwaltungsgericht Berlin aus dem Dienst entfernt.

### Inhalt
Der in der vollständigen Version 192 Seiten umfassende Bericht enthält eine Einschätzung der COVID-19-Pandemie und kritisiert die Maßnahmen der Regierung scharf. Seine drei wichtigsten Thesen hatte Kohn in dem Dokument rot markiert und gefettet hervorgehoben: „gravierende Fehlleistungen des Krisenmanagements. Defizite im Regelungsrahmen. Coronakrise erweist sich wohl als Fehlalarm.“
Das bisherige Wissen über Kollateralschäden bei der Bekämpfung einer Pandemie sei ignoriert worden, die „bedeutend größer sein können als der durch den Krankheitserreger bewirkte Schaden.“ Da die Pandemie vergleichbar mit einer normalen Grippewelle sei, seien durch die Konzentration auf COVID-19 entstandene Mängel im Gesundheitswesen fatal, wie abgesagte Operationen und nicht erfolgte Behandlungen.
Auch würden durch die Regierungsmaßnahmen Menschen depressiv und gewalttätig, und die allgemeine Gesundheit werde schlechter. Das Krisenmanagement 2020 habe die in existierenden Pandemieplänen vorgeschriebene Gefahrenabwägung vernachlässigt, außerdem sei „die Verhältnismäßigkeit von Eingriffen in Rechte von z. B. Bürgern […] derzeit nicht gegeben“.
„Bei den Kritischen Infrastrukturen ist in Folge der Schutzmaßnahmen die aktuelle Versorgungssicherheit nicht mehr wie gewohnt gegeben. […] Das kann fatale Folgen haben, falls auf dem inzwischen reduzierten Resilienzniveau […] eine wirklich gefährliche Pandemie oder eine andere Bedrohung eintreten würde.“
Kohn kritisiert die seiner Meinung nach nicht stichhaltigen Informationen und die sich daraus ergebende Desinformation der Bevölkerung. Es könne „die Befürchtung aufkommen, dass das bestimmende Schutzziel des nationalen Krisenmanagements nicht mehr die Sicherheit und Gesundheit der Bevölkerung ist, sondern die Glaubwürdigkeit und Akzeptanz von Regierungsparteien und Regierungsmitgliedern“.

### Öffentliche Diskussion
Unterstützung erhielt Kohn in einer „Gemeinsame(n) Pressemitteilung der externen Experten des Corona-Papiers aus dem Bundesministerium des Innern“ von 10 Ärzten und Wissenschaftlern, die ihn bei der Analyse beraten hatten: Peter Schirmacher (Leopoldina), Gunter Frank, der den Brief auf dem Blog Die Achse des Guten veröffentlichte, Sucharit Bhakdi und seine Ehefrau Karina Reiß, Gunnar Heinsohn, Stefan Hockertz, Andreas Sönnichsen, Harald Walach, Andreas S. Lübbe, Til Uebel, Mitverfasser des „Appells deutscher Ärzte“. In der Pressemitteilung weisen die Unterzeichner der Presseerklärung darauf hin, dass es für sie nicht nachvollziehbar sei, „dass das zuständige Bundesministerium eine derart wichtige Einschätzung auf dem Boden umfassender fachlicher Expertise ignorieren möchte. Aufgrund des Ernstes der Lage muss es darum gehen, sich mit den vorliegenden Sachargumenten auseinanderzusetzen – unabhängig von der Entstehungsgeschichte.“ Matthias Schrappe, emeritierter Professor für Innere Medizin und von 2007 bis 2011 stellvertretender Vorsitzender des Sachverständigenrats zur Begutachtung im Gesundheitswesen, konstatierte, dass „einige wenige Fakten“ in Kohns Analyse „durchaus zutreffend“ seien. Aus Kohns Umfeld verlautete, dass es dem seit zwanzig Jahren im Bundesinnenministerium arbeitenden Ministerialbeamten auch darum gegangen sei, den Staat durch seinen Bericht auf hohe Haftungsrisiken aufmerksam zu machen.
Die Bundestagsabgeordnete Veronika Bellmann (CDU) hoffte, dass Kohns Ideen ernsthaft geprüft würden, und warf Seehofer eine voreilige Ablehnung des Berichts vor. Sie teilte die Grundprämisse des Papiers, wonach die Bedrohung durch das Coronavirus übertrieben würde, und meinte, der Beamte Kohn habe nur seine Arbeit getan. Die SPD-Spitze wollte sich nicht zu dem Fall äußern. Eine Sprecherin betonte, dass „Verschwörungstheorien energisch entgegengetreten“ werde und dass sich die SPD von der „fälschlicherweise im Namen des Ministeriums verbreiteten Privatmeinung“ distanziere.
Einer Äußerung des Präsidenten der Bundesärztekammer Klaus Reinhardt zufolge ist die Frage nach der Korrektheit der von Kohn genannten Zahlen und Zustände nicht beantwortbar, jedoch das „grundsätzliche Stellen“ der Frage nach den negativen Konsequenzen „angemessen“, da das im Namen der Maßnahmen Getane „erheblich“ sei. In einer von der AfD-Fraktion beantragten Aktuellen Stunde im Bundestag wiesen die anderen Fraktionen die Bezeichnung Kohns als Whistleblower zurück. Thorsten Frei von der CDU äußerte, dass Kohn „keinerlei Insiderkenntnisse“ besessen habe, ähnlich Doris Achelwilm von der Partei Die Linke und Christine Aschenberg-Dugnus von der FDP. Sie warf Kohn vor, „basierend auf seinen eigenen Ideen ein neues Narrativ erstellt“ zu haben.

### Gutachter
Kohn stützte sich auf Gutachten von zehn Wissenschaftlern und Ärzten, die Kohn in seinem Bericht als „hochrangige Experten/Wissenschaftler“ bezeichnet. Es handelt sich unter anderdem um Gunter Frank, Gunnar Heinsohn, Sucharit Bhakdi, Karina Reiß. Nach Aussage von Reiß gingen die Wissenschaftler davon aus, es handele sich um einen offiziellen Bericht.

## Privates
Stephan Kohn ist verheiratet und hat drei Kinder.

## Publikationen
- Business TV – Potential und Perspektive für Kommunalverwaltungen, ISBN 3-89804-275-8, 1999.
- Bürgerämter – eine Materialsammlung, ISBN 978-3-89804-274-1, 1999.
- Coronakrise 2020 aus Sicht des Schutzes Kritischer Infrastrukturen., Version 2.0.1, 7. Mai 2020, PDF-Weblink.